# Цибинь
Цибинь (кит. упр. 淇滨, пиньинь Qíbīn) — район городского подчинения городского округа Хэби провинции Хэнань (КНР).

## История
В марте 1957 года в связи с началом добычи каменного угля из уезда Танъинь был выделен город Хэби, получивший статус города провинциального подчинения. В 1974 году в этих местах был официально образован Пригородный район (郊区) города Хэби.
В 1986 году был образован городской округ Хэби, и районы бывшего города Хэби стали районами городского округа Хэби.
В 1992 году в Пригородном районе была создана Зона экономического развития «Цибинь» (淇滨经济开发区). В 1999 году в Пригородный район из района Шаньчэн перебрались органы власти Хэби. В 2001 году Пригородный район был переименован в район Цибинь.

## Административное деление
Район делится на 1 уличный комитет, 2 посёлка и 2 волости.